# Анзе
Анзе́ (фр. Annezay) — коммуна во Франции, находится в регионе Пуату — Шаранта. Департамент коммуны — Шаранта Приморская. Входит в состав кантона Тонне-Бутон. Округ коммуны — Сен-Жан-д’Анжели.
Код INSEE коммуны — 17012.

## Население
Население коммуны на 2010 год составляло 160 человек.
| 1962 | 1968 | 1975 | 1982 | 1990 | 1999 | 2010 |
| ---- | ---- | ---- | ---- | ---- | ---- | ---- |
| 211  | 214  | 194  | 178  | 149  | 175  | 160  |

## Экономика
В 2010 году среди 89 человек трудоспособного возраста (15—64 лет) 65 были экономически активными, 24 — неактивными (показатель активности — 73,0 %, в 1999 году было 57,1 %). Из 65 активных жителей работали 60 человек (31 мужчина и 29 женщин), безработных было 5 (1 мужчина и 4 женщины). Среди 24 неактивных 13 человек были учениками или студентами, 5 — пенсионерами, 6 были неактивными по другим причинам.